# Suya (Benin)
Suya è un arrondissement del Benin situato nella città di Nikki (dipartimento di Borgou) con 6.371 abitanti (dato 2006).